# ゲオルグ・ケルシェンシュタイナー

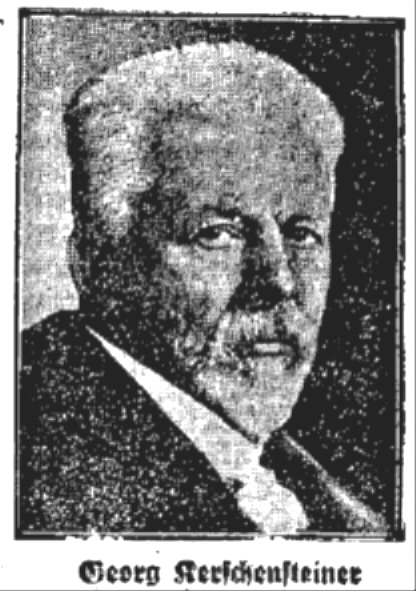
ゲオルグ・ケルシェンシュタイナー

ゲオルク・ケルシェンシュタイナー（Georg Michael Anton Kerschensteiner、1854年7月29日 - 1932年1月15日）は、ドイツの教育者、数学と物理学のギムナジウムの教師、労作学校の創始者である。特に彼は、ドイツの国民学校(小学校)と職業学校の発展のための不可欠なアイディアで貢献した。

## 生涯

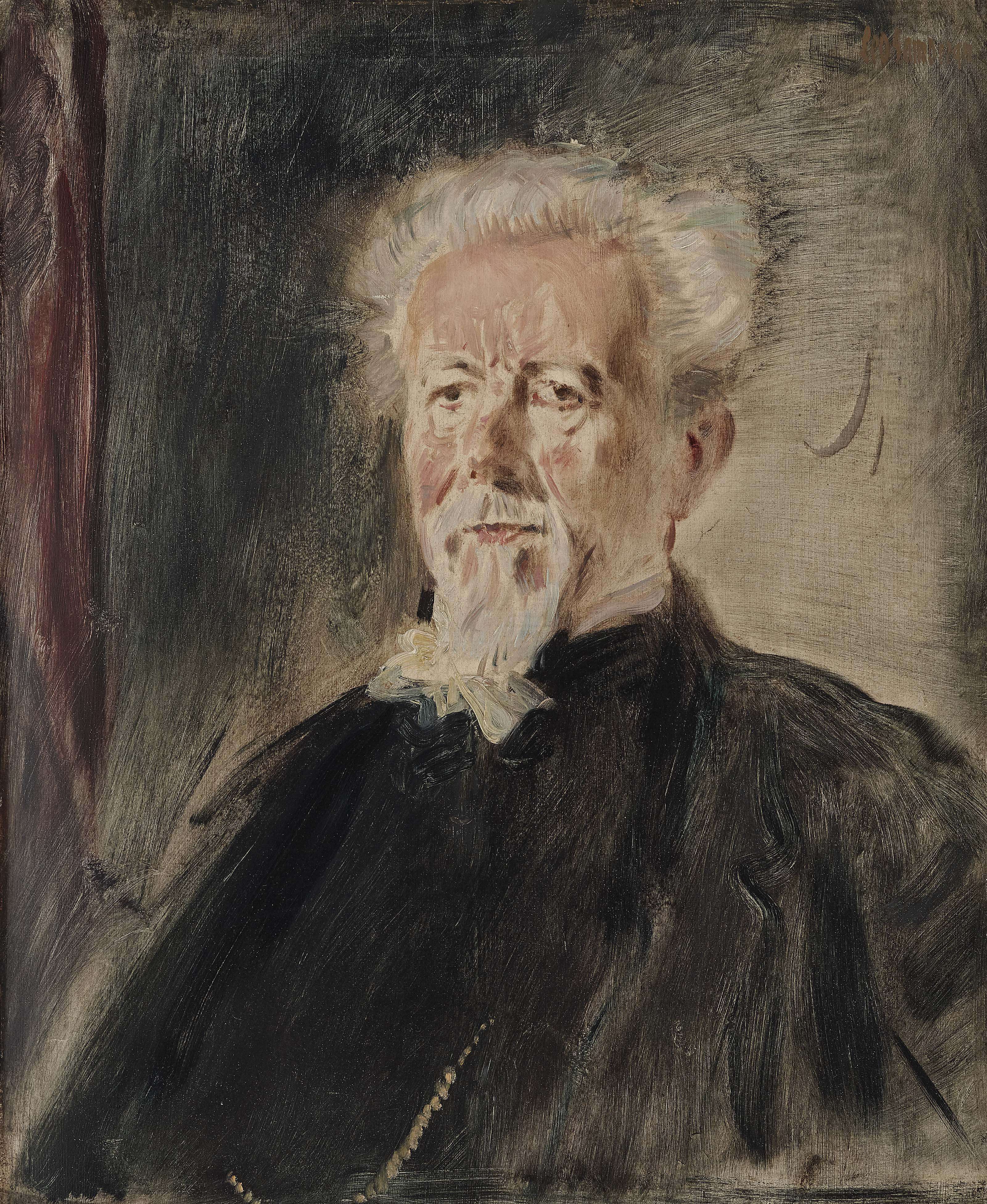
レオ・ザムベルガーによるゲオルグ・ケルシェンシュタイナーの肖像

### 出自と教育
ケルシェンシュタイナーの両親は、貧しい商人夫婦のアントンとカタリーナ・ケルシェンシュタイナーであった。彼は6歳からミュンヘンの聖霊教区学校に通った。8歳のとき、窃盗グループでの盗みに関与して逮捕された。
1866年に12歳で、予備校に行き、その後王立教員養成所に進み、1871年から1873年まで、彼はフォルスティーニングとレヒハウゼンで村の学校の助手として働いた。1874年、ケルシェンシュタイナーは一身上の都合により学校を辞職し、個人教授を受けて、ギムナジウムの最上級学年の2つのクラスに通い、音楽のレッスンで生計を立てた。1877年から1880年まで、彼はミュンヘン工科大学で数学と物理学を、1880年から1883年までミュンヘン大学で、フィリップ・ルートヴィヒ・フォン・ザイデルの下で博士号を取得。彼の論文のタイトルは「4次の有理曲線の特異点の基準について」だった。

### 教師としての活動
1883年からケルシェンシュタイナーは、ニュルンベルクのメランヒトン・ギムナジウムで数学と物理の助手になった。1885年からは、市立の商業学校で数学の教師になり、1890年から、シュヴァインフルトのグスタフ・アドルフギムナジウムで数学と物理を教え、1893年には、ミュンヘンのルードヴィッヒギムナジウムで教鞭を続けた。
1895年に彼はミュンヘンの視学官に選ばれた。
この役職で彼は1910年にミュンヘン商業大学の設立のための理事会の議長を務めた。1918年には彼は視学官を退いて、ミュンヘン大学の名誉教授に就任した。

### 学校改革と教育理論
1895年のミュンヘンの視学官への選出は、彼を国民学校のカリキュラム改革に向かわせることになった。その一つが、8年間の義務教育期間の確立である。これに続くのが、「労作授業」(Arbeitsunterricht)と「労作学校」(Arbeitsschulen)の開始で、これは今日の職業学校の先駆である。その後まもなく、労作学校には、作業場と学校農園が設けられた。労作(労働)教育学は、今日では活動志向型の授業(今日的には、アクティブラーニング)として再び取り上げられ、授業の原理としてその地位を確立している。
1901年、彼は「ドイツ青少年の市民教育」でその基本的な考え方を披露し、それでエアフルト・アカデミーのコンテストで第一位を獲得した。
「私達の青年たちは、国民学校を卒業してから兵役に就くまで、市民社会にとって最も目的にかなった仕方で教育されるには何に依ったらいいのだろうか？」
新しい職業学校は、世間での道徳的怠慢から若者を保護し、政治市民教育と健康教育、体操と徒歩旅行を伴う職業訓練と「市民教育」を教えることによって、国全体を高潔にするのを助けるべきである。政治教育の需要は誰にとっても新しいものである。従来の保守的な教育目標は、勤勉に働け、何でも服従しておけば良いであった。ケルシェンシュタイナーにとって、職業訓練学校（または後の専門学校）の「設立趣意書」は、社会問題の解決への貢献を意味していた。ミュンヘンで彼は学校制度を再構築し、国内外で多くの賛同者を集めた。
1918年から、彼はミュンヘン大学で教育学の名誉教授として教鞭をとり、老後は国内外から数々の名誉職と招聘を受けてきた。1920年に彼は帝国学校教育会議に参加し、そこで彼はフーゴー・ガウディッ匕と労作(労働)教育の正しい方向づけを巡って激しい論争を交わした。同年に彼はミュンヘン大学の正教授になり、1921年に教員養成についての新たな著作『教育者の心』(Die Seele desErziehers)を発表した。これに続いて、『教育論』（1926）と『授業論』（Theorie der Unterrichtsorganisation、没後出版1933）が続いた。
ケルシェンシュタイナーはまた、芸術教育の教授論者としても地位を確立し、1905年に約30万人の子供の絵を分析した後、「絵を描くスキルの開発」を発表した。
ケルシェンシュタイナーは、宗教的なもの(die Religiosität)の重要性を視野に入れた最初の著名な教育者の1人でもあった。宗教的なものは「教育目標としてよりも教育手段として見られる」必要がある、と語っている。彼自身は教会から距離をとっていた。

## 政治的キャリア
1912年から1918年まで、ケルシェンシュタイナーは進歩人民党（後のドイツ民主党）党員、および帝国議会選挙区オーバーバイエルン1(ミュンヘン)選出の帝国議会議員であった。第一次世界大戦中、彼は強くナショナリストの立場を表明した。彼は1918年のミュンヘン11月革命で深刻な危険にさらされた。

## 改革教育学と教育理論
ケルシェンシュタイナーにとって、本質的に大事なのは、ペスタロッチとジョン・デューイにとってと同様に、子供たちに沢山の知識を与えることではなく、より多くの意欲と能力を教えることであり、子供たちに単に受動的な指導を与えるのではなく、児童期と思春期において、直観と自立性を促進することであった。「この時期の人の本質は、現実の媒体に停滞することなく学ぶために、働くこと、創造すること、働くこと、試みること、経験すること、経験することなのである。」（In："Die Schule der Zukunft eine Arbeitsschule."。P. 27 f。）自発性と手作業は教育的な活動の一部である。子どもの発達段階に即した物理と化学の授業の導入に加えて、ケルシェンシュタイナーは木と金属のワークショップ、調理室と学校農園を設置した。彼によると、教育活動は、手動で、実践的で、同時に知的でなければならないから。
学業成績を自己評価させることの支持者として、彼はすべての生徒が自身でそれを評価できるべきであると提案している。彼の目標は人間形成であり、彼はそれを人格形成と同時に市民になるための教育と考えた。彼の意見では、これは職業訓練を通じても達成することができる。

## 栄誉

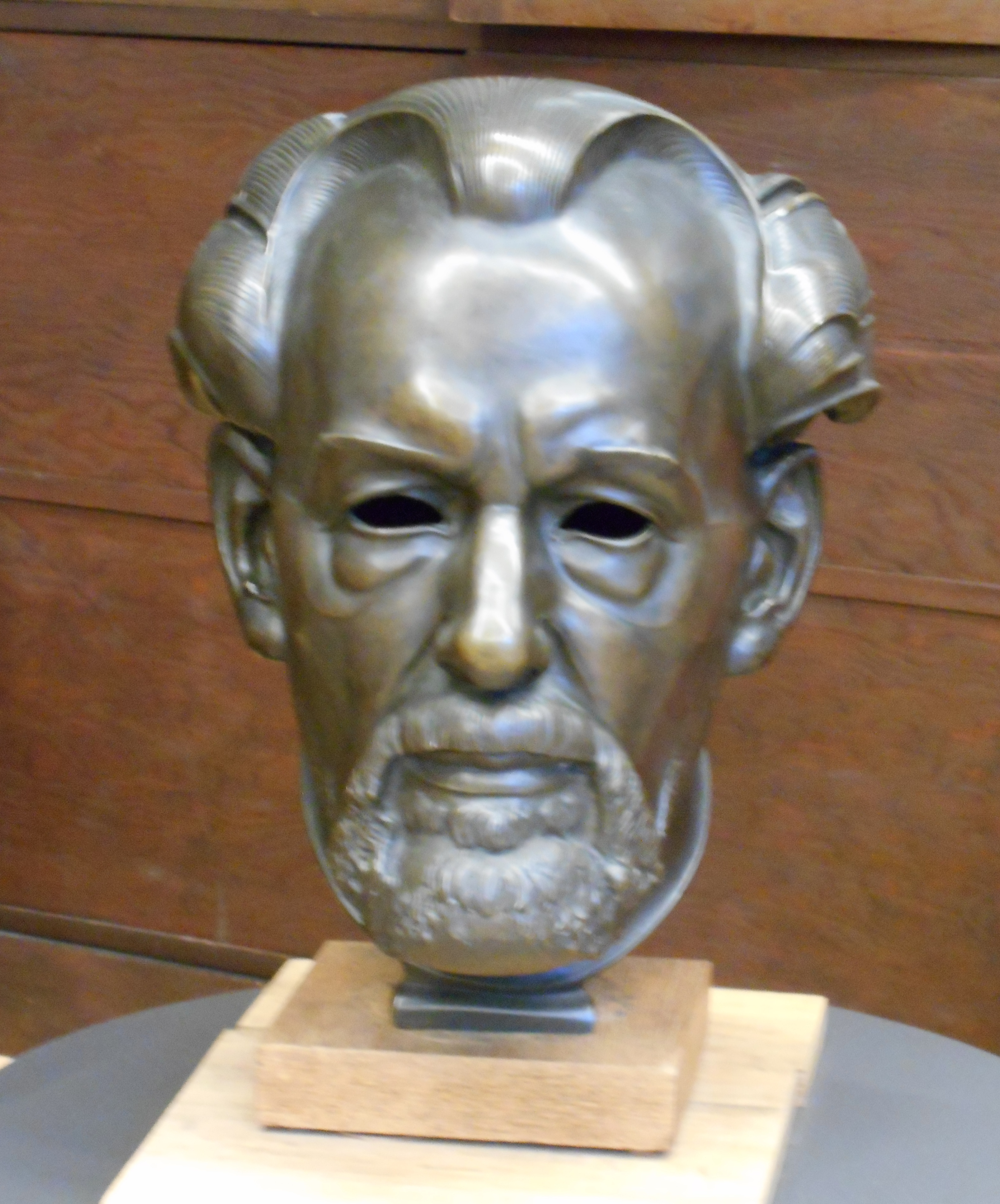
Büste von Georg Kerschensteiner (ゲオルグ・ケルシェンシュタイナーの胸像（ルドルフ・ベリング、1932年作成、場所：ハンブルクのフリードリッヒ・エバート-・ギムナジウム）

- 1918年に彼はミュンヘン工科大学から名誉博士号を、1928年にドレスデン工科大学から名誉博士号を取得した[6]。
- 1921年、ケルシェンシュタイナーはドイツ博物館の博物館委員会のメンバーになった。多数の（機能的な）モデルを使用しての訪問者志向の情報提供の試みに対する彼のアプローチは、現代の美術館教育の画期的なものと見なすことができる。ドイツ博物館で専門セミナーやトレーニングコースを実施するための研究施設は、彼の名にちなんでケルシェンシュタイナー・コレーグと名付けられた。
- ドイツ物理学会は、毎年優れた物理の教師にゲオルク・ケルシェンシュタイナー賞を授与している。
- 1995年以来、ミュンヘンは教育に特別な貢献をした人物にケルシェンシュタイナーメダルを授与してきた。
- 1956年、ウィーンのケルシェンシュタイナー・ガッセは彼にちなんで名付けられた。
- 以下の町には、ケルシェンシュタイナーの名前にちなんだ通りがある。アシャッフェンブルク、べブラ、ベルリン、ブレーメン-ヴェゲサック、ゲルメリング、ハンブルク-ハールブルク、レバークーゼン、リューベック、マインツ、ミュンヘン、リンテルン、オルデンブルク（Oldb）。
- いくつかの、主に専門学校は、ケルシェンシュタイナーにちなんで名付けられている。

## 著作
- Die staatsbürgerliche Erziehung der deutschen Jugend. 1901 (10. und mehrfach veränderte Auflagen bis 1931)
- Grundfragen der Schulorganisation. 1907
- Begriff der Arbeitsschule. 1912; Wissenschaftliche Buchgesellschaft, Darmstadt 2002, ISBN 3-534-15195-X
  - 日本語訳: 「労作学校の概念」東岸克好訳(世界教育宝典23)、玉川大学出版部　1965年、「労働学校論 藤沢法暎 訳、明治図書、1971年、1976年、「作業学校の理論」高橋勝訳、明治図書、1983年
- Charakterbegriff und Charaktererziehung. 1912
- Wesen und Wert des naturwissenschaftlichen Unterrichts. 1914
- Das Grundaxiom des Bildungsprozesses und seine Folgerungen für die Schulorganisation. 1917; Dieck, Heinsberg 1999, ISBN 3-88852-406-7
- Deutschlands Recht. Verlagsanstalt Carl Gerber, München 1919
- Die Seele des Erziehers und das Problem der Lehrerbildung. 1921. (4. Auflage 1949. Digitalisat)
  - 日本語訳: 「教育者の心：その本質の構造」玉井 成光訳、共同出版、1975年
- Autorität und Freiheit als Bildungsgrundsätze. (=Entschiedene Schulreform Heft 28), Ernst Oldenburg Verlag, Leipzig 1924
- Theorie der Bildung. 1926
- Pädagogik der Gegenwart in Selbstdarstellung, 1. 1926
- Texte zum pädagogischen Begriff der Arbeit und zur Arbeitsschule. Schöningh, Paderborn 1982, ISBN 3-506-78327-0